# Гравитационный тягач
Гравитационный тягач (англ. gravity tractor) — теоретический вид космического аппарата, способного отклонять другой объект от первоначальной траектории без непосредственного контакта с ним, только посредством гравитационного воздействия для передачи необходимого импульса; обычно под объектом подразумевается потенциально опасный астероид, способный столкнуться с Землёй. Сила притяжения близко расположенного космического аппарата хоть и невелика, но способна изменить орбиту гораздо более крупного астероида, если космический аппарат будет находиться вблизи астероида в течение долгого времени; при этом необходимо, чтобы влияние тягача передавалось в правильном направлении относительно траектории астероида и чтобы ни тягач, ни выбрасываемое им вещество не имело прямого контакта с астероидом. Тягач может либо висеть вблизи отклоняемого объекта, либо обращаться вокруг него, направляя выбросы перпендикулярно плоскости орбиты. Концепция гравитационного тягача обладает двумя ключевыми преимуществами: не нужно практически ничего знать о составе и структуре астероида, относительно малая сила воздействия позволяет выполнять точные манёвры и определить орбиту астероида вокруг Солнца. Для сравнения, многие другие методы требуют знания точного положения центра масс астероида, а попытка остановить вращение астероида потребует больших усилий.

## Преимущества
Существует ряд исследований, касающихся способов увода астероидов с траекторий опасного сближения с Землёй, способного привести к столкновению. Одной из главных сложностей является поиск способа передачи необходимого импульса (вероятно, довольно большого) астероиду с плохо известной массой, составом и механическими свойствами, при этом астероид не должен разделиться на фрагменты, некоторые из которых могли бы представлять отдельную опасность для Земли при сохранении на траектории столкновения. Гравитационный тягач смог бы решить данную проблему, создавая дополнительное ускорение для астероида как целого на протяжении длительного промежутка времени, используя собственную массу космического аппарата и сопутствующее гравитационное поле для создания отклоняющей силы. Вследствие универсальности гравитации астероид будет ускоряться почти равномерно как целое, и только приливные силы (которые будут чрезвычайно малыми) создадут напряжения внутри астероида.
Другим преимуществом является то, что установленный на тягаче транспондер при постоянном отслеживании положения и скорости системы астероид/тягач может позволить определить орбиту астероида при отклонении с высокой точностью, что будет способствовать переводу астероида на действительно безопасную орбиту.

## Ограничения
Ограничения возможного применения тягача состоят в том, что поддержание необходимой конфигурации в системе астероид/тягач является проблематичным. В случае наиболее выгодного расположения («зависания») над объектом при направлении выбросов прямо на объект с максимальной силой на единицу массы топлива выброшенное вещество создаст силу в противоположном направлении относительно силы притяжения тягача. Следовательно, необходимо использовать схему тягача, движущегося относительно отклоняемого объекта, или же создать парящий над объектом тягач, способный выбрасывать продукты сгорания топлива под некоторым углом относительно направления на объект, но при этом остающийся в устойчивом положении. Такая схема требует большего расхода топлива.
Поднимался вопрос о влиянии ионного двигателя на пылевую компоненту астероидов, предполагавший рассмотрение альтернативных способов сохранения положения тягача относительно астероида. Также предлагалось использовать солнечные паруса.

## Пример
Для того, чтобы представить масштаб параметров задачи, предположим, что околоземный астероид размером около 100 м и массой около миллиона тонн может столкнуться с Землёй. Предположим также, что
- изменение скорости на 1 сантиметр в секунду позволит перевести астероид на безопасную и устойчивую орбиту, не пересекающую поверхность Земли;
- скорректировать орбиту необходимо за 10 лет.

Используя данные параметры, оценим импульс: V × M = 0,01 [м/с]×109 [кг] = 107 [Н·с], то есть среднее значение силы, с которой тягач должен воздействовать на астероид в течение 10 лет (3,156×108 секунд), должна равняться примерно 0,032 ньютонов. Космический аппарат с ионно-электрическим двигателем при импульсе 10000 Н на кг, что соответствует скорости пучка ионов в 10 км/с, потребует 1000 кг реагирующей массы (предпочтение сейчас отдаётся ксенону) для достижения такого импульса. Кинетическая мощность пучка ионов составит примерно 158 ватт, но необходимая электрическая мощность для обеспечивания работы двигателя будет существенно больше. Космическому аппарату потребуется обладать достаточно высокой массой и располагаться на малом расстоянии от астероида для того, чтобы величина компоненты усреднённой силы притяжения в требуемом направлении равнялась или превосходила 0,032 ньютона. Если тягач располагается на расстоянии 200 метров от центра масс астероида, то масса тягача должна быть равна 20 тоннам, поскольку по закону всемирного тяготения
{\displaystyle m_{2}={\frac {Fr^{2}}{Gm_{1}}}={\frac {0.032[{\text{Н}}]\times (200[{\text{м}}])^{2}}{6.674\times 10^{-11}[{\text{Н м}}^{2}{\text{кг}}^{-2}]\times 10^{9}[{\text{кг}}]}}\approx 19200{\text{кг}}.}
Рассматриваются различные возможные варианты орбиты тягача вокруг астероида. Заметим, что если два объекта гравитационно связаны, то при получении одним из объектов импульса, меньшего чем необходимый для ухода объекта из связанного состояния, изменятся импульсы обоих тел. Следовательно, пока тягач остаётся на орбите вокруг астероида, то любая приложенная к тягачу сила повлияет также и на астероид. Одной из возможных орбит является орбита вокруг сближающегося с Землёй астероида, нормальная к орбите астероида. Ионный пучок будет направлен в противоположную сторону, также перпендикулярно плоскости орбиты астероида. В результате плоскость орбиты астероида слегка сместится относительно его центра, а орбитальная скорость, перпендикулярная смещению, останется постоянной. Период обращения тягача составит несколько часов.